# Ermita de Nuestra Señora de las Nieves (Agaete)
La ermita de Nuestra Señora de las Nieves (conocida también como ermita de las Nieves), se trata de una ermita que se encuentra en el municipio grancanario de Agaete en Gran Canaria. En su interior, alberca el Tríptico Flamenco de Nuestra Señora de las Nieves.

## Historia
En el año 1481, en plena conquista de Gran Canaria, Pedro de Vera edifica la torre o fuerte de Agaete a la orilla del mar y nombra alcalde de la fortaleza a Alonso Fernández de Lugo. Según la tradición oral, éste encontró la imagen de la Virgen de las Nieves en la orilla del mar, entre piedras, aunque lo probable es que fuera una imagen de su propiedad que traía consigo desde la península como protección. Dicha escultura viajó con Fernández de Lugo a la isla de La Palma y se cree que es la que encontramos hoy en el Santuario Insular de Nuestra Señora de Las Nieves en Santa Cruz de La Palma. El Tríptico Flamenco de Nuestra Señora de las Nieves que se venera actualmente en Agaete fue encargado "al mejor pintor que se hallare" por Antón Cerezo, quien fuera dueño del ingenio azucarero instalado en la villa de Agaete por Alonso Fernández de Lugo tras la conquista.
Como prueba de que la devoción continuaba, a pesar de la ausencia de la imagen, en el año 1532, Antón Cerezo firma con los Mercedarios la escritura correspondiente a la fundación de un monasterio de dicha orden en Agaete. 
En ella nos dice: 

"Primeramente, que nos vos damos para hacer y fabricar el dicho monasterio de dicha iglesia y capilla de Nuestra Señora de las Nieves, con sus puertas, herraduras y llaves"

Dicho propósito no pudo realizarse por Antón Cerezo, en el que Francisco Palomar, su hijo, continuó la labor ya instaurada y se convirtió en el fundador de la Ermita.
A prlncipios del siglo XVIII, la Ermita es encontrada en ruinas y en el año 1717 la reconstruye Cristóbal del Castillo,
considerado por error posterior como fundador de la Ermita.
El Obispo Dávila la registra en sus Sinodales de 1735. El obispo Delgado en 1767, ordena que se "trasteje" la Ermita y su sacristía pues se mojaba con las lluvias. Así llegamos al año 1799 en que el Obispo Verdugo la encuentra en mejores condiciones y ordena confeccionar el libro de cuentas de la Ermita que hasta hoy existe.
En el año 1916, un ligero terremoto afecto a la Ermita de las Nieves y el Párroco de Agaete escribe al Obispo de Canarias el 17 de marzo del indicado año, dándole cuenta del hecho y solicitando permiso para reparar la pared que correeponde al retablo donde se halla la Imagen de la Virgen de las Nieves para levantarlo de nuevo y reforzar.
El día 21 del mismo mes y año, el Obispo autoriza dichas reparaciones.